# 畠山順光
畠山 順光（はたけやま のぶみつ）は、戦国時代の武士。式部少輔流畠山氏の当主。父は同朋衆の木阿弥であり、畠山氏出身の人物ではないが、入名字によって畠山姓を名乗った。

## 生涯
同朋衆の名前は世襲されることが多く、永享年間（1429年〜1441年）にも木阿弥の名が見えるため、順光の先祖は足利義教の時代から同朋衆として仕えていたと考えられる。父の木阿弥は足利義尚や足利義稙の同朋衆であり、明応2年（1493年）の明応の政変の際、上原元秀の邸宅で軟禁された義稙の世話をしたという。義稙が越中国へと逃れた際には、木阿弥と順光も越中へと下向したとされる。また、順光（当時は幸子・幸子丸）は越中にて、畠山与次郎順光を名乗ることとなった。「順」の字は畠山氏の当主・畠山尚順からの偏諱であるとされる。
明応7年（1498年）9月、義稙と順光らは越中から越前国の一乗谷へと移動している。
明応8年（1499年）、河内国で挙兵した畠山尚順に従った。
永正5年（1508年）6月、義稙が京都へ帰還し、順光も上洛した。
大永7年（1527年）1月20日、畠山義英の孫・畠山義堯に殺害された。

## 系譜
- 父：木阿弥
- 母：不詳
- 妻：不詳
  - 男子：維光
  - 男子：維広
  - 男子：稙元（畠山材堅の養子）